# Naundorf (Erlau)
Naundorf ist ein Ortsteil der Gemeinde Erlau im sächsischen Landkreis Mittelsachsen. Gemeinsam mit den benachbarten Siedlungen Gepülzig und Neugepülzig, die bis heute eine eigenständige Gemarkung bilden, wurde Naundorf am 1. März 1963 nach Milkau eingemeindet, mit dem es am 1. Januar 1999 zur Gemeinde Erlau kam. Während Neugepülzig heute als eigenständiger Ortsteil von Erlau gilt, wird Gepülzig im Gegensatz dazu zum Ortsteil Naundorf der Gemeinde Erlau gezählt.

## Geographie

### Geographische Lage und Verkehr
Naundorf liegt im Westen der Gemeinde Erlau. Die nördliche Ortsflur begrenzt der Naundorf-Schönfelder Bach, der über den Crossener Bach und den Aubach in die Zwickauer Mulde entwässert. Naundorf geht im Norden relativ nahtlos in den Nachbarort Gepülzig über. Südlich von Naundorf befinden sich an der Staatsstraße 250 die Gebäude der einstigen Schäferei Neugepülzig, welche allerdings in der Gemarkung Naundorf liegen.

### Nachbarorte
| Gepülzig    | Milkau (Schönfeld)                          | Crossen (Niedercrossen) |
|             | Kompassrose, die auf Nachbargemeinden zeigt |                         |
| Neugepülzig | Thalheim                                    | Erlau                   |

## Geschichte

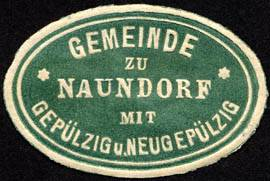
Siegelmarke Gemeinde zu Naundorf mit Gepülzig und Neugepülzig

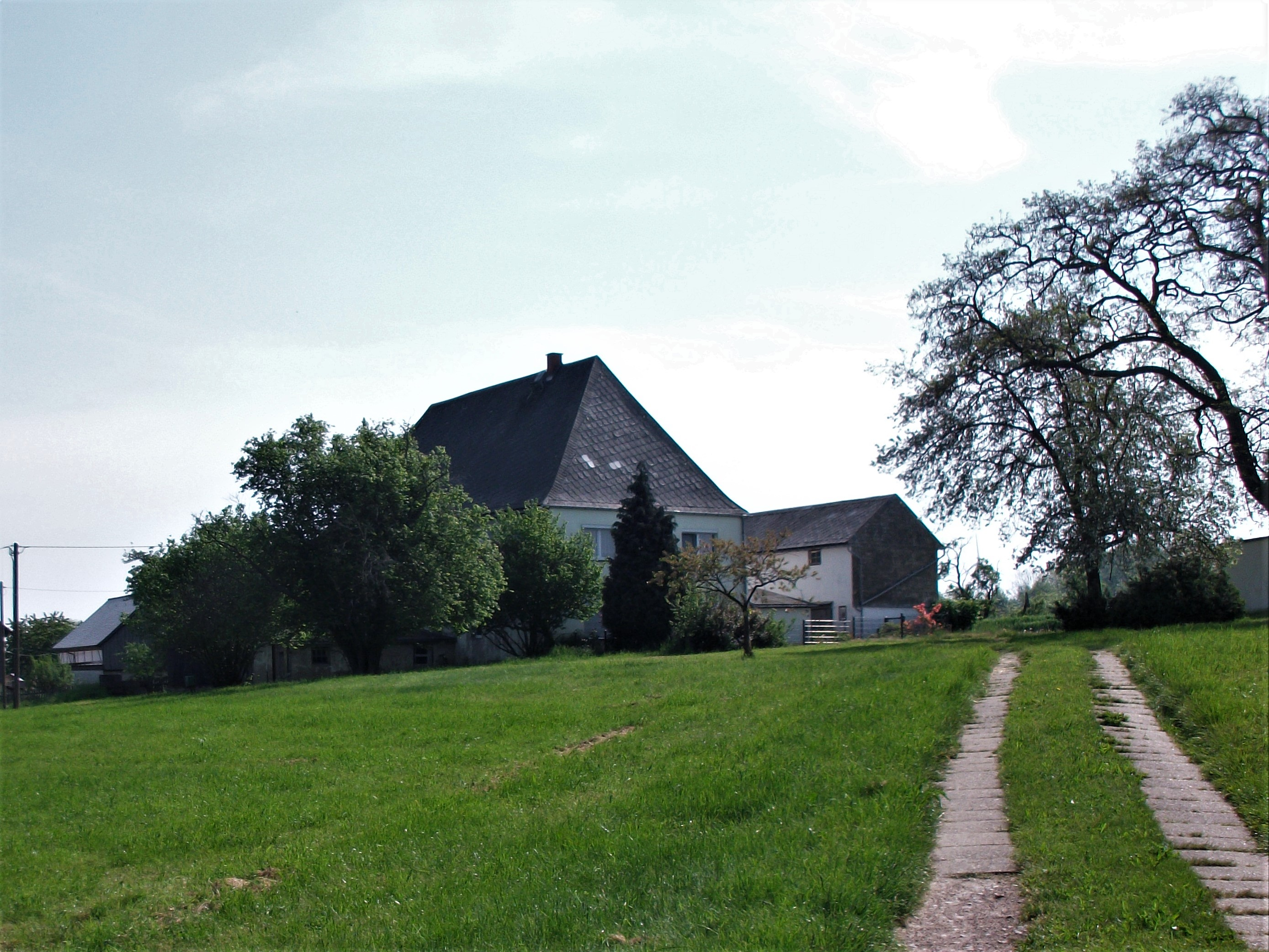
Altes Vorwerk Naundorf (Erlau)

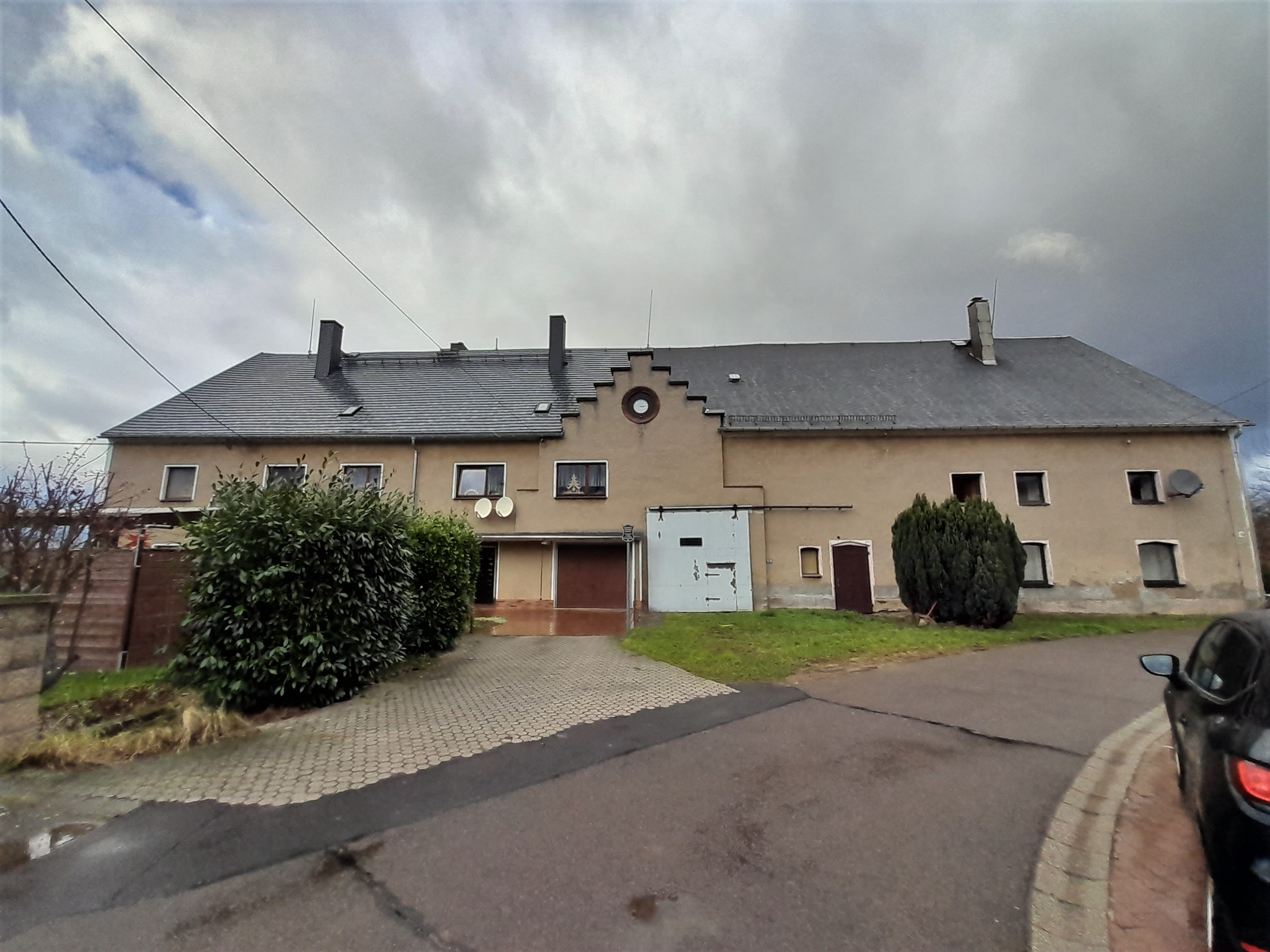
Ehemalige Schäferei Neugepülzig, vormals Vorwerk des Ritterguts Gepülzig in Naundorfer Flur

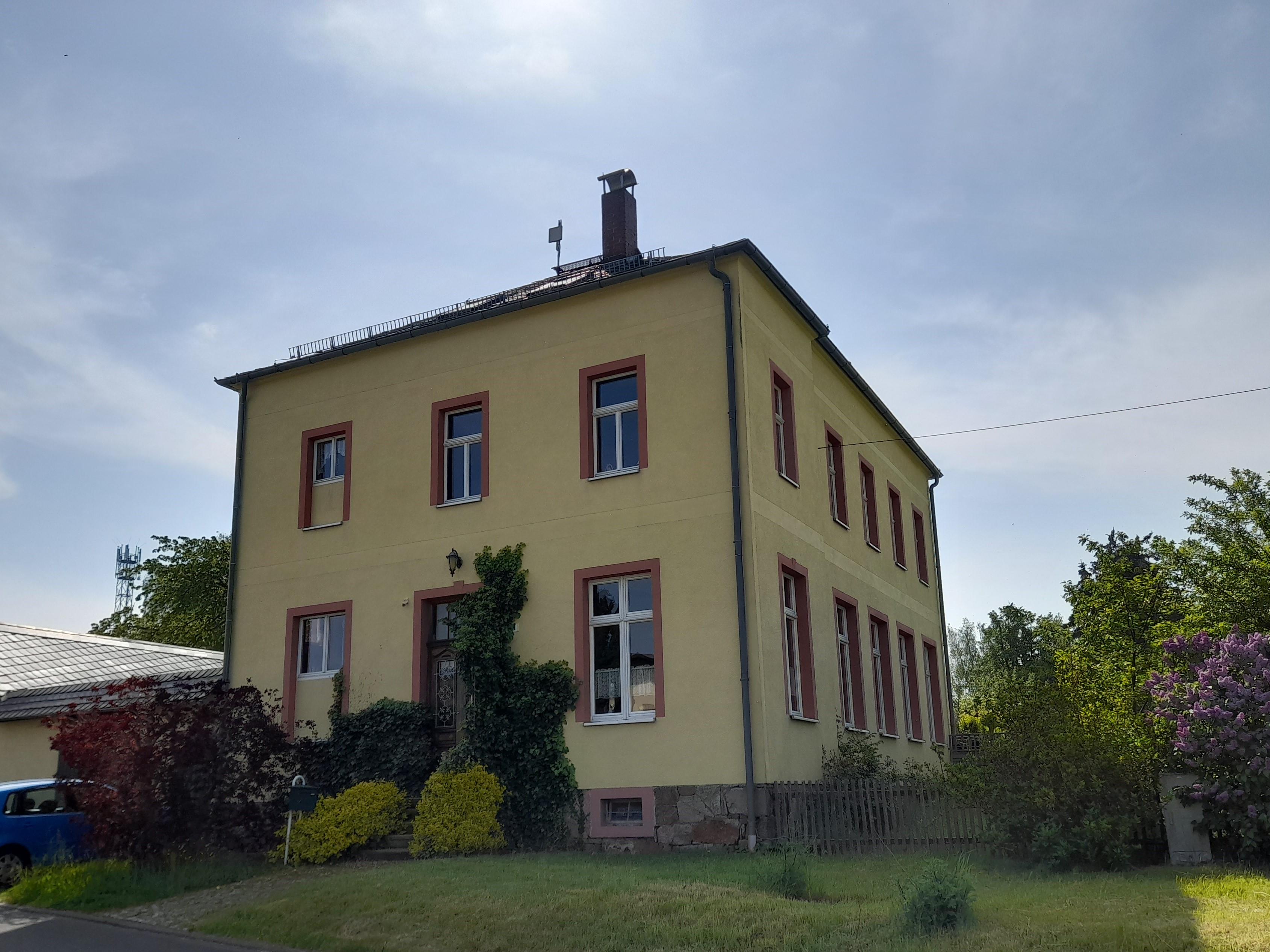
Ehemalige Schule Naundorf (Erlau)

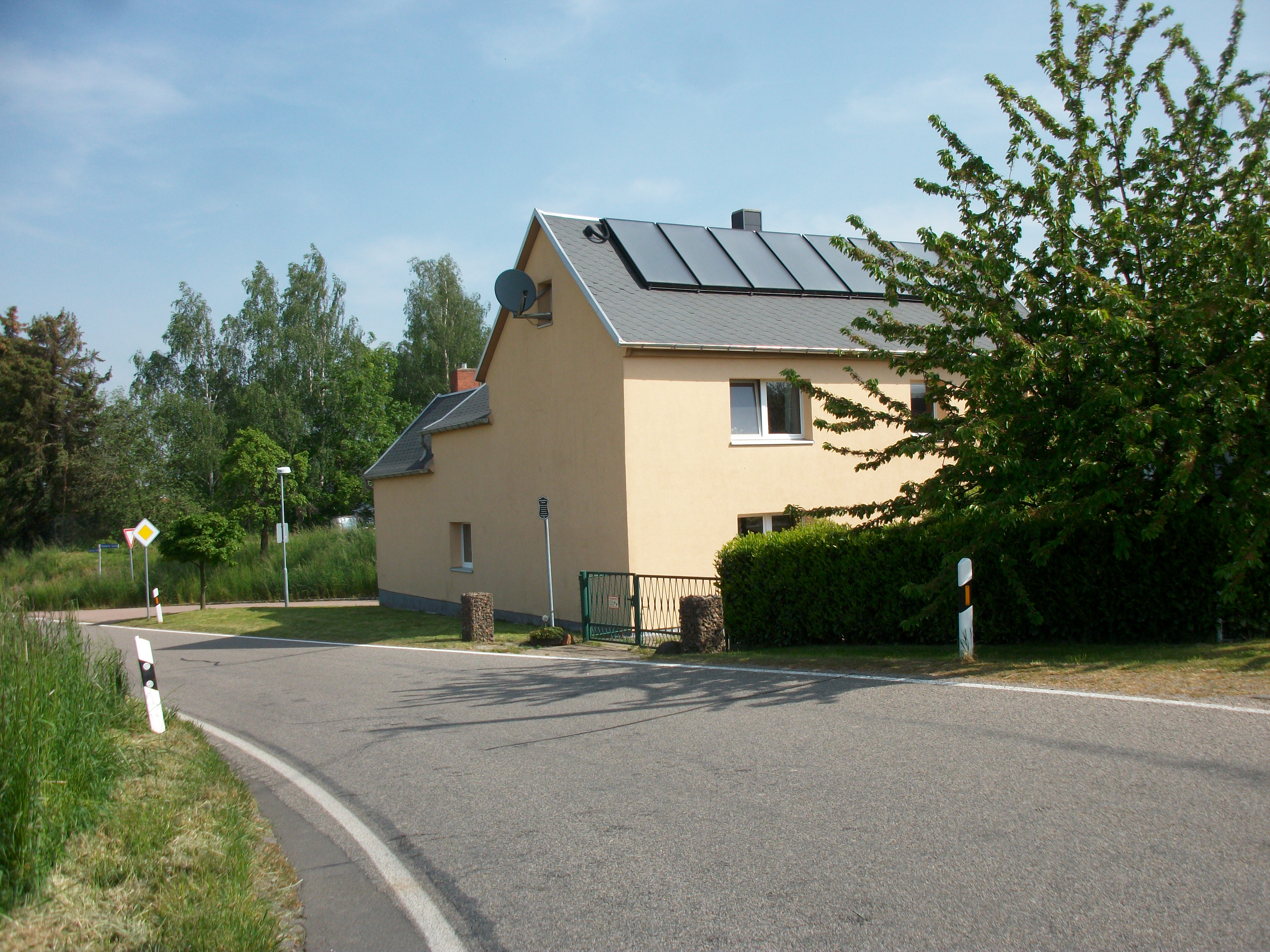
Ehemaliger Gasthof Naundorf (Erlau)

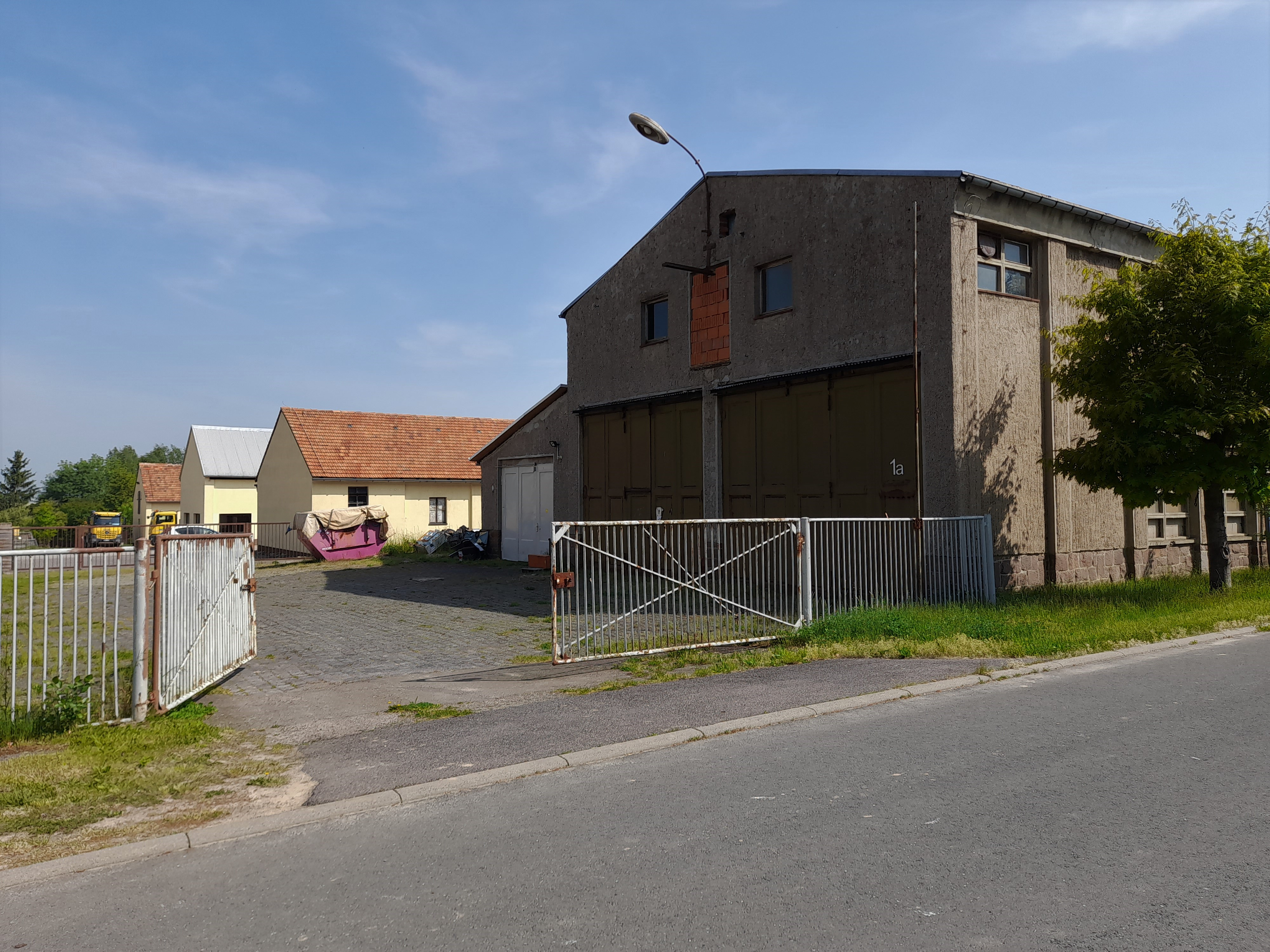
Ehemalige Maschinen-Ausleih-Station Naundorf (MAS) Naundorf (Erlau)

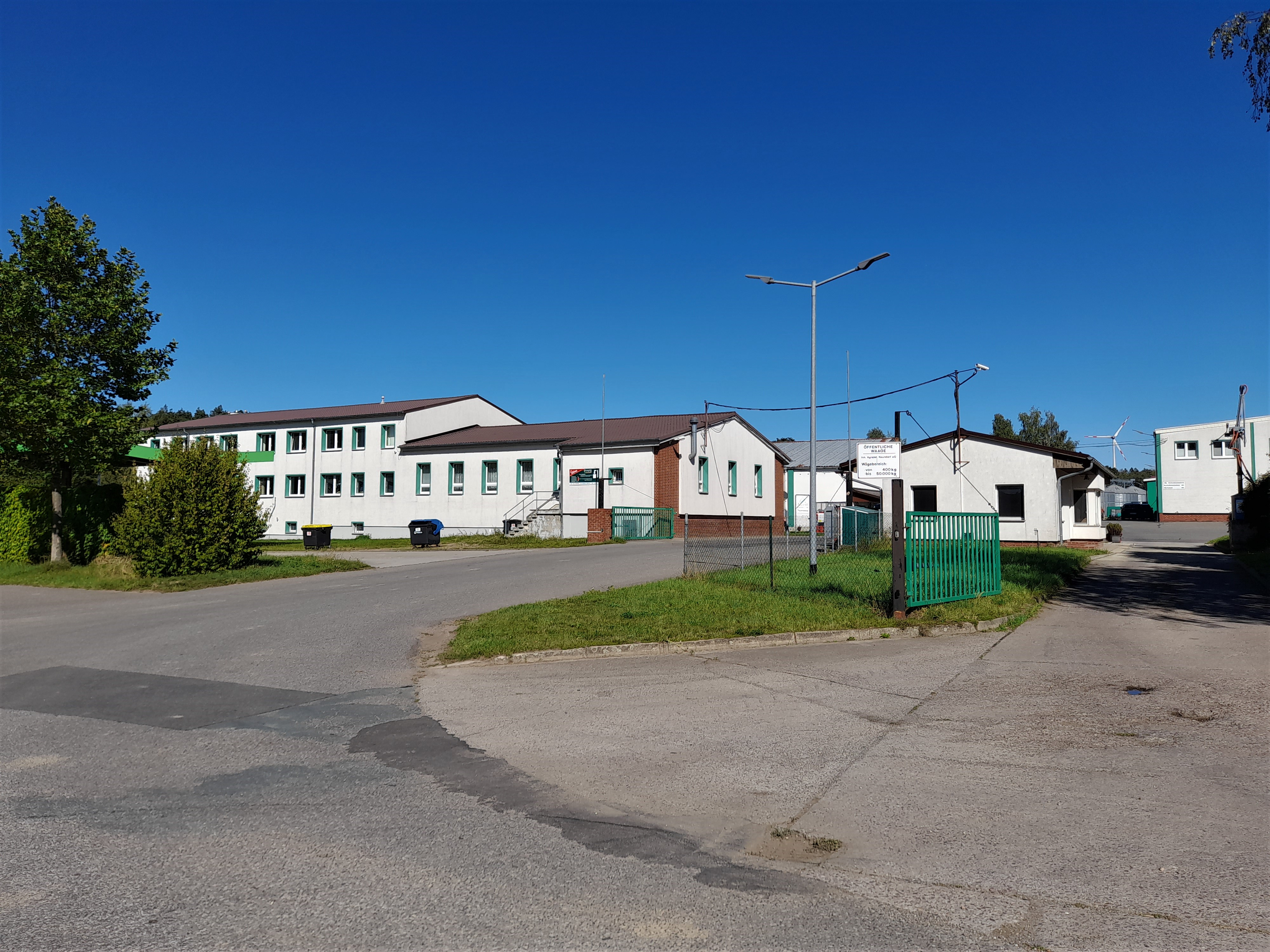
Agraset Agrargenossenschaft eG, Gebäude

Das allodium in Nuendorf wurde im Jahr 1349/1350 erstmals urkundlich erwähnt. Es befand sich damals im Besitz von Otto von Uleiben. Zur gleichen Zeit wurden auch die Herren Heinricus et Conradus de Gebulczk im benachbarten Herrensitz Gepülzig erstmals urkundlich erwähnt. Das ab 1696 erwähnte Vorwerk Naundorf und das sich darum befindliche Straßenangerdorf gehörten zur Grundherrschaft des Ritterguts Gepülzig. Das Naundorfer Allod unterstand wie das Rittergut Gepülzig um 1504 den Herren von Milkau. Der Gepülziger Rittergutsbesitzer Carl Heinrich von Pölnitz errichtete im Jahr 1724 das Herrenhaus des Naundorfer Vorwerks neu. Im gleichen Jahr gründete er mit dem Bau von fünf Häusern in der südlichen Gepülziger Flur das heutige Neugepülzig. Östlich dieser ursprünglich als Schenckhäuser bezeichneten Gebäude von Neugepülzig befand sich in Naundorfer Ortsflur ein weiteres Vorwerk des Ritterguts Gepülzig. Dieses bestand ursprünglich aus drei Gebäuden. Nach dem Abriss des Wirtschaftsgebäudes blieben lediglich der Schafstall und das Wohnhaus erhalten, weshalb das Anwesen in der Umgangssprache den Namen Schäferei erhielt.
Die Einwohner von Naundorf sind seit jeher in die Kirche von Großmilkau gepfarrt. Die im Jahr 1501 erstmals erwähnte St.-Leonhard-Kapelle im Nachbarort Gepülzig war den Besitzern des Ritterguts Gepülzig vorbehalten. Naundorf gehörte bis in die Mitte des 19. Jahrhunderts zum kursächsischen bzw. königlich-sächsischen Amt Rochlitz. Nach Abtretung an den sächsischen Staat ging die Gerichtsbarkeit von Naundorf am 26. August 1852 auf das Justizamt Rochlitz über. Bei den im 19. Jahrhundert im Königreich Sachsen durchgeführten Verwaltungsreformen wurden die Ämter aufgelöst. Dadurch kam Naundorf im Jahr 1856 unter die Verwaltung des Gerichtsamts Rochlitz und 1875 an die neu gegründete Amtshauptmannschaft Rochlitz. Zu dieser Zeit wurden die Siedlungen Gepülzig und Neugepülzig politisch zu Naundorf gerechnet, während der Rittergutsbezirk Gepülzig noch politisch eigenständig war.
Der Naundorfer Gasthof wurde im Jahr 1836 am westlichen Ortsrand erbaut. Zwischen 1909 und 1953 befand sich in dem Gebäude auch eine Kolonialwarenhandlung. Ab ca. 1958 wurde der Naundorfer Gasthof nur noch als Wohnhaus genutzt. Das Vorwerk Naundorf wechselte im 19. Jahrhundert mehrmals den Besitzer. Ab 1835 war Kurt Ewald von Germar Eigentümer, ab 1853 Karl Emil Winkler. Anschließend besaß das Vorwerk die Familie Jamotte, bevor es um 1900 durch Heirat der Nichte des letzten Besitzers an den Zimmermann Friedrich Arno Weber ging. Das einstige Vorwerk Naundorf ist bis in die Gegenwart im Besitz der Familie Weber. Naundorf erhielt im Jahr 1889 ein eigenes Schulgebäude, das auch von Schülern aus Gepülzig und Neugepülzig genutzt wurde. Dadurch entfiel für die Kinder dieser Orte der lange Schulweg nach Großmilkau.
Im Zuge der Bodenreform in der Sowjetischen Besatzungszone ab 1945 wurde Günther Kirchner, der Besitzer des Ritterguts Gepülzig, enteignet. Da sich die Schäferei bei Neugepülzig auf Gutsgelände befand, war auch sie von dieser Maßnahme betroffen. In dem Gebäude richtete man Wohnungen für Umsiedler ein. Weiterhin entstanden an der Straße Mittweida–Rochlitz vor der Schäferei fünf Neubauernhäuser. Sie bestanden zu einer Hälfte aus einer Wohnung, zur anderen Hälfte aus einem Stall. Da sich viele dieser Siedler jedoch nicht genügend Maschinen zur Bewirtschaftung des ihnen zugeteilten Landes leisten konnten, wurden ab 1948  Maschinen-Ausleih-Stationen (MAS) gegründet, denen die landwirtschaftlichen Geräte der enteigneten Großgrundbesitzer zugeteilt wurden. Die MAS Naundorf, ab 1952 als Maschinen-Traktoren-Station (MTS) bezeichnet, wurde am 1. Mai 1949 in Erlau gegründet. Im Laufe des Jahres 1949 wurden die Gebäude der neuen Station östlich und nördlich der Naundorfer Schule errichtet. Ende 1953 siedelte die gesamte Station von Erlau nach Naundorf über. In den 1950er Jahren entstand in Naundorf die LPG Pflanzenproduktion „Fortschritt“ Naundorf, die sich wie die LPGen der Nachbarorte ab 1959 zunehmend selbst ihre erforderliche Technik anschaffte. Dadurch wurde die MTS Naundorf im Jahr 1963 in die
RTS (Reparatur Technische Station) umgewandelt, die schließlich ab 1964 in den KfL (Kreisbetrieb für Landtechnik) überging, welche nur noch Wartungs- und Reparaturaufgaben ausführte.
Durch die zweite Kreisreform in der DDR im Jahr 1952 wurde die Gemeinde Naundorf dem Kreis Rochlitz im Bezirk Chemnitz (1953 in Bezirk Karl-Marx-Stadt umbenannt) angegliedert. Mit der Einstellung des Schulbetriebs in der Naundorfer Schule im Jahr 1959 gingen die Schüler aus Naundorf, Gepülzig und Neugepülzig seitdem nach Zetteritz zur Schule. Anschließend wurde in einem Klassenzimmer der Naundorfer Schule das Gemeindeamt eingerichtet. Es wurde bis zur Eingemeindung von Naundorf mit Gepülzig und Neugepülzig nach Milkau am 1. März 1963 als solches genutzt. Danach dienten die einstigen Naundorfer Klassenräume der benachbarten MTS (Maschinen-Traktoren-Station) als Schulungsräume für die Fahrschulausbildung. Bevor die Freiwillige Feuerwehr Naundorf im Jahr 2003 ein neues Feuerwehrgerätehaus erhielt, nutzte sie von 1947 bis 2001 ein Nebengebäude auf dem Schulgrundstück als Gerätehaus.
Naundorf gehörte als Teil der Gemeinde Milkau seit 1990 zum sächsischen Landkreis Rochlitz, der 1994 im neu gebildeten Landkreis Mittweida und 2008 im Landkreis Mittelsachsen aufging. Durch den Zusammenschluss der Gemeinden Erlau und Milkau am 1. Januar 1999 wurden u. a. Naundorf und Neugepülzig zu Ortsteilen der Gemeinde Erlau. Die Ortslage Gepülzig wurde hingegen am 1. Juli 2002 als Gemeindeteil gestrichen. Die Gemarkung, in der Gepülzig und Neugepülzig (ohne die Schäferei) liegen, ist jedoch bis heute nach Gepülzig benannt.
Das Gelände der ehemaligen MTS Naundorf, auf dem sich bis zur Deutschen Wiedervereinigung 1990 der Kreisbetrieb für Landtechnik befand, wurde 1993 durch die 1991 gegründete „Bauunternehmung Jung Gmbh“ erworben. Anschließend erfolgte die Sanierung der Gebäude. Infolge der Deutschen Wiedervereinigung wurde im Juni 1990 das Landwirtschaftsanpassungsgesetz erlassen, welches die Auflösung der LPG und deren Übergang in andere Rechtsformen regelte. Auf freiwilliger Basis schlossen sich 1991 die LPG Pflanzenproduktion „Fortschritt“ Naundorf und die fünf LPG der Tierproduktion „Roter Stern“ Frankenau, „Fortschritt“ Kolkau, „Phillipp Müller“ Königshain, „Freiheit“ Milkau und „Neuer Weg“ Seelitz zur „Agraset-Agrargenossenschaft eG Naundorf“ zusammen. Die Genossenschaft besteht aktuell aus 297 Genossenschaftsmitgliedern und insgesamt 136 Beschäftigten. Weiterhin bestehen die fünf Tochtergesellschaften „Agraset Lager-, Verarbeitungs- und Handels GmbH“, „Agraset Service GmbH“, „Agraset-Öko-GmbH“, „Agraset–Friweika GmbH“ und „Agraset-Landmarkt“. In einem Gebäude der Schäferei, die neben dem Gelände der Agraset-Agrargenossenschaft eG Naundorf in der Gemarkung Naundorf liegt, befindet sich heute eine Luxus-Wohngemeinschaft von Studenten der Hochschule Mittweida.